# Internationale Deutsche Meisterschaft 1981

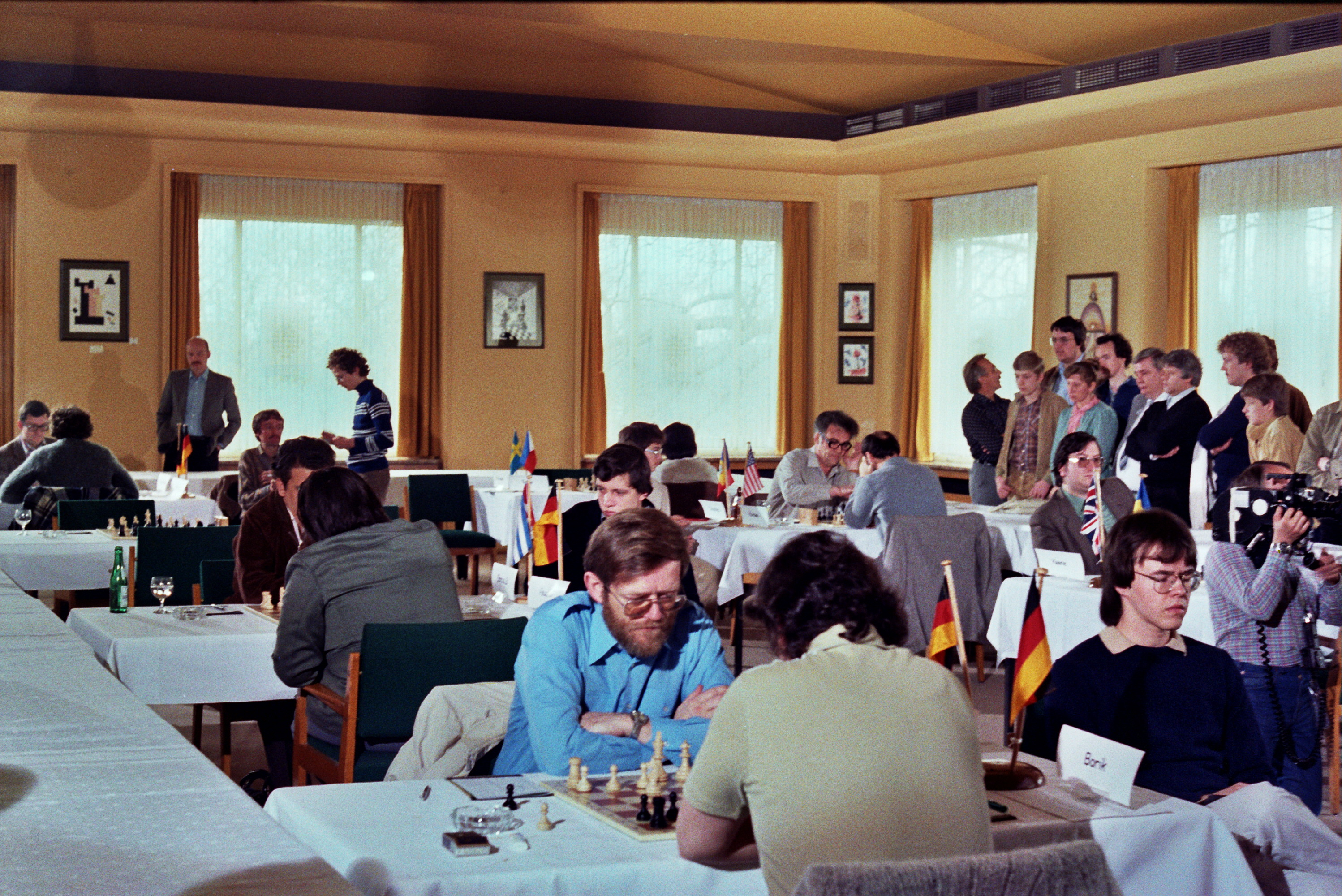
Turniersaal der Internationalen Deutschen Meisterschaft 1981 in Bochum

Die Internationale Deutsche Meisterschaft 1981 war ein Schachturnier, das vom 17. März bis 3. April 1981 in Bochum ausgetragen wurde. Die Veranstaltung wurde auch als Internationales Großmeisterturnier des Deutschen Schachbundes bezeichnet.

## Bericht

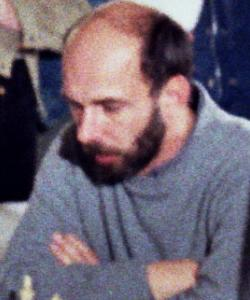
Turniersieger Lubomir Kavalek

Von 1971 bis 1983 organisierte der Deutsche Schachbund in den Jahren, in denen keine Meisterschaft der Bundesrepublik ausgetragen wurde, Internationale Deutsche Einzelmeisterschaften. Alle diese Turniere wurden als Rundenturnier mit jeweils sechzehn Teilnehmern durchgeführt. Neben den Erstplatzierten der vorhergegangenen Nationalen Einzelmeisterschaft wurden starke ausländische Spieler zu den Turnieren eingeladen. Es handelte sich um ein Turnier der Kategorie 9 mit einem Elo-Durchschnitt von 2456.
Mit dem Turnier feierte die Schachgesellschaft Bochum ihr 50-jähriges Bestehen. Das Turnier fand im Stadtpark-Restaurant statt.
Überlegener Gewinner des Turniers war Lubomir Kavalek (Bild rechts). Bester deutscher Spieler war Otto Borik, der seine erste IM-Norm erfüllen konnte.

## Kreuztabelle
| Platz | Name                      | 1 | 2 | 3 | 4 | 5 | 6 | 7 | 8 | 9 | 10 | 11 | 12 | 13 | 14 | 15 | 16 | Punkte |
| 1     | Lubomir Kavalek           |   | ½ | ½ | 1 | ½ | ½ | 1 | 1 | 1 | ½  | 1  | 1  | ½  | 1  | 1  | 1  | 12,0   |
| 2     | Vlastimil Hort            | ½ |   | ½ | ½ | ½ | ½ | 1 | ½ | 1 | 1  | 0  | 1  | 1  | ½  | 1  | 1  | 10,5   |
| 3     | Murray Chandler           | ½ | ½ |   | ½ | ½ | 1 | ½ | ½ | ½ | ½  | ½  | 1  | ½  | ½  | 1  | 1  | 9,5    |
| 4     | Harry Schüssler           | 0 | ½ | ½ |   | ½ | 0 | ½ | ½ | ½ | ½  | 1  | 1  | 1  | 1  | ½  | ½  | 8,5    |
| 5     | Otto Borik                | ½ | ½ | ½ | ½ |   | ½ | 0 | ½ | 1 | ½  | ½  | ½  | ½  | 1  | ½  | ½  | 8,0    |
| 6     | Victor Ciocâltea          | ½ | ½ | 0 | 1 | ½ |   | ½ | ½ | 0 | ½  | 1  | 0  | 1  | 0  | 1  | 1  | 8,0    |
| 7     | Guillermo García González | 0 | 0 | ½ | ½ | 1 | ½ |   | ½ | ½ | ½  | 1  | ½  | 0  | 1  | 1  | ½  | 8,0    |
| 8     | Raymond Keene             | 0 | ½ | ½ | ½ | ½ | ½ | ½ |   | ½ | ½  | ½  | ½  | 1  | ½  | ½  | ½  | 7,5    |
| 9     | Heikki Westerinen         | 0 | 0 | ½ | ½ | 0 | 1 | ½ | ½ |   | 1  | ½  | 1  | 0  | 1  | 0  | 1  | 7,5    |
| 10    | Eugenio Torre             | ½ | 0 | ½ | ½ | ½ | ½ | ½ | ½ | 0 |    | 0  | 1  | 1  | ½  | 1  | 0  | 7,0    |
| 11    | John van der Wiel         | 0 | 1 | ½ | 0 | ½ | 0 | 0 | ½ | ½ | 1  |    | ½  | 1  | 0  | ½  | 1  | 7,0    |
| 12    | Eric Lobron               | 0 | 0 | 0 | 0 | ½ | 1 | ½ | ½ | 0 | 0  | ½  |    | 1  | 1  | 1  | 1  | 7,0    |
| 13    | Uwe Kunsztowicz           | ½ | 0 | ½ | 0 | ½ | 0 | 1 | 0 | 1 | 0  | 0  | 0  |    | ½  | ½  | 1  | 5,5    |
| 14    | Bernd Feustel             | 0 | ½ | ½ | 0 | 0 | 1 | 0 | ½ | 0 | ½  | 1  | 0  | ½  |    | ½  | 0  | 5,0    |
| 15    | Manfred Hermann           | 0 | 0 | 0 | ½ | ½ | 0 | 0 | ½ | 1 | 0  | ½  | 0  | ½  | ½  |    | 1  | 5,0    |
| 16    | Mihail Ghinda             | 0 | 0 | 0 | ½ | ½ | 0 | ½ | ½ | 0 | 1  | 0  | 0  | 0  | 1  | 0  |    | 4,0    |
| ----- | ------------------------- | - | - | - | - | - | - | - | - | - | -- | -- | -- | -- | -- | -- | -- | ------ |